# Мазовшане (субэтнические группы)

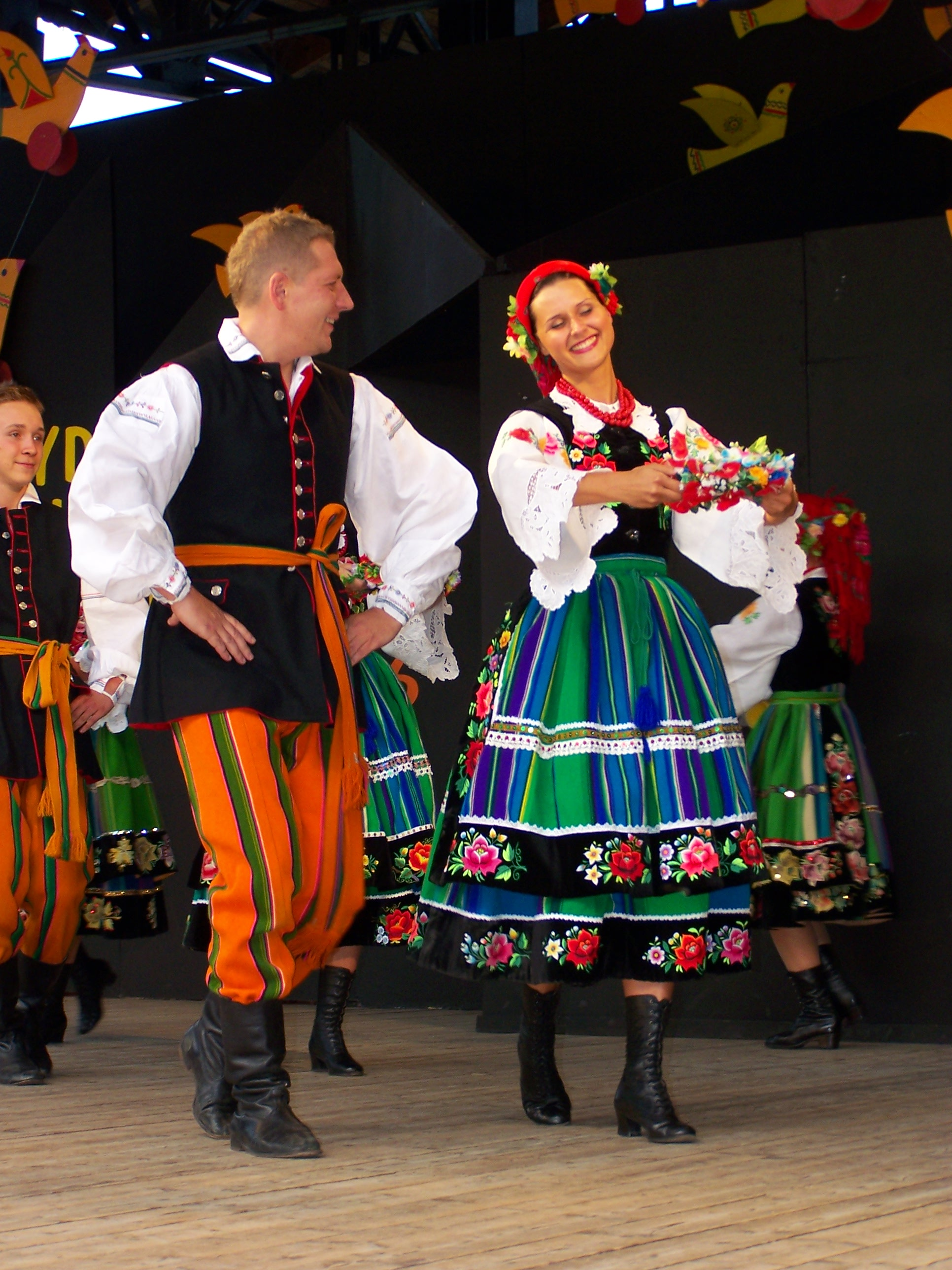
Мазовшане Ловичского повята в народных костюмах

Мазовша́не, (также мазу́ры в широком смысле; пол. Mazowszanie, Mazurzy) — условное название совокупности субэтнических групп поляков, населяющих территорию Мазовии в центральных и северо-западных районах современной Польши. Являются потомками средневекового западнославянского племени мазовшан.
Говорят в основном на литературном польском языке, говоры мазовецкого диалекта, в той или иной степени подвергшиеся влиянию литературного языка, распространены в сельской местности главным образом у представителей старшего поколения. Верующие в основном католики, прусские мазуры — протестанты (лютеране).
Выделяются следующие субэтнические и этнографические группы мазовшан:
- Мазуры (собственно мазуры, mazurzy właściwi);
- Ловичские ксенжаки[пол.] (księżacy łowiccy) — северо-восток Лодзинского воеводства;
- Подлясяне (подляшане, подляшцы, подляские мазуры; podlasianie, mazurzy podlascy) — север и северо-запад Подляского воеводства;
- Курпы (курпи, курпики, пушчаки; kurpie) — север Мазовецкого воеводства;
- Северные мазуры (mazurzy północni);
- Бояры междуреченские (bojarzy międzyrzeccy);
- Побожане[пол.] (поборяне; poborzanie);
- Вармяки (warmiacy) — в исторической области Вармия;
- Прусские мазуры (mazurzy pruscy) — юго-восток бывшей Восточной Пруссии (юго-восточная часть Варминьско-Мазурского воеводства).

Близкие друг другу группы вармяков и прусских мазуров, большей частью переселившихся в Германию после второй мировой войны, также могут рассматриваться отдельно от мазовшан. Вармяков иногда относят к поморянам.